# Платонов, Симеон Яковлевич
Симеон Яковлевич Платонов (1781—1831) — протоиерей Русской православной церкви, переводчик и педагог; преподаватель Главного педагогического института.

## Биография
Симеон Платонов родился в 1781 году; воспитывался сперва в Троицкой лаврской семинарии, а затем в Московской Славяно-греко-латинской Академии (с 1804 года), занимаясь в то же время новыми языками в Императорском Московском университете. 
Получив необходимое образование С. Я. Платонов стал законоучителем в Санкт-Петербургском педагогическом институте, и, наконец, — протоиереем церкви Владимирской Божией Матери.
Симеон Яковлевич Платонов умер 1 (13) июля 1831 года в Санкт-Петербурге и был похоронен на Смоленском православном кладбище. 
Ему принадлежит перевод с греческого языка «Рассуждения против ужасов смерти», сочинения архиепископа Е. Булгара (Москва, 1805 год).